# Andrés Valverde
Arnaldo Andrés Valverde  (n. Playas, Ecuador; 3 de mayo de 1991) es un futbolista ecuatoriano. Juega de centrocampista y actualmente se encuentra como agente libre.

## Trayectoria
Se inició en las inferiores de Técnico Universitario, en el 2009 fue prestado al Mushuc Runa, al año siguiente pasó al Macará, el 2011 llegó al Municipal Cañar, en el 2013 llegó al Club Grecia de Chone que disputaba la Serie B de Ecuador, equipo con el cual descendió a la Segunda Categoría de Ecuador después de jugar tres temporadas en la segunda división.
En el 2014 llegó al Manta Fútbol Club en donde debutó en un partido en el estadio Olímpico Atahualpa contra El Nacional donde su equipo ganó 2 tantos a 1 de visita. En las últimas fechas del 2014 el Manta Fútbol Club a base de los malos resultados se vio obligado a pelear el descenso donde luchó hasta la última fecha para quedarse en Primera pero desafortunadamente no lo logró y descendió en la última fecha del Campeonato Ecuatoriano de Fútbol. En 2015 disputó la Serie B con el equipo mantense donde en 12 partidos anotó un gol, en los siguientes años fue cedido a equipos de Segunda Categoría como su regreso al Municipal Cañar, vistió la camiseta de San Francisco de Azogues, en 2017 jugó toda la temporada con Rocafuerte Fútbol Club de Guayaquil, equipo filial del Club Sport Emelec.
En 2018 en condición de jugador libre fichó por Liga de Loja equipo de Serie B, fue titular y disputó 39 partidos en total. En 2019 llegó al Orense Sporting Club de Machala, fue uno de los jugadores claves en esa temporada donde el equipo bananero consiguió el ascenso a la Serie A de Ecuador y el título de campeón de la categoría, fue ratificado para jugar la máxima categoría del fútbol ecuatoriano. En 2021 tuvo un breve paso por otro club recién ascendido, 9 de Octubre Fútbol Club, ese mismo año llegó a LFC de Loja para disputar la Segunda Categoría, logró el campeonato y ascenso a la Serie B, en 2022 nuevamente logró el ascenso con el equipo lojano, esta ocasión a la Serie A.

## Estadísticas

### Clubes
Actualizado al último partido disputado el 22 de noviembre de 2024.
| Club                         | Div.          | Temporada     | Liga  | Liga  | Copas nacionales | Copas nacionales | Copas internacionales | Copas internacionales | Total | Total |
| Club                         | Div.          | Temporada     | Part. | Goles | Part.            | Goles            | Part.                 | Goles                 | Part. | Goles |
| ---------------------------- | ------------- | ------------- | ----- | ----- | ---------------- | ---------------- | --------------------- | --------------------- | ----- | ----- |
| Mushuc Runa · Ecuador        | 3.ª           | 2009          | 6     | 1     | —                | —                | —                     | —                     | 6     | 1     |
| Mushuc Runa · Ecuador        | Total club    | Total club    | 6     | 1     | 0                | 0                | 0                     | 0                     | 6     | 1     |
| C. D. Macará · Ecuador       | 1.ª           | 2010          | 2     | 0     | —                | —                | —                     | —                     | 2     | 0     |
| C. D. Macará · Ecuador       | Total club    | Total club    | 2     | 0     | 0                | 0                | 0                     | 0                     | 2     | 0     |
| Municipal Cañar · Ecuador    | 3.ª           | 2011          | 12    | 3     | —                | —                | —                     | —                     | 12    | 3     |
| C. D. Grecia · Ecuador       | 2.ª           | 2011          | 7     | 0     | —                | —                | —                     | —                     | 7     | 0     |
| C. D. Grecia · Ecuador       | 2.ª           | 2012          | 35    | 3     | —                | —                | —                     | —                     | 35    | 3     |
| C. D. Grecia · Ecuador       | 2.ª           | 2013          | 30    | 2     | —                | —                | —                     | —                     | 30    | 2     |
| C. D. Grecia · Ecuador       | Total club    | Total club    | 72    | 5     | 0                | 0                | 0                     | 0                     | 72    | 5     |
| Manta F. C. · Ecuador        | 1.ª           | 2014          | 11    | 0     | —                | —                | —                     | —                     | 11    | 0     |
| Manta F. C. · Ecuador        | 2.ª           | 2015          | 12    | 1     | —                | —                | —                     | —                     | 12    | 1     |
| Manta F. C. · Ecuador        | Total club    | Total club    | 23    | 1     | 0                | 0                | 0                     | 0                     | 23    | 1     |
| Municipal Cañar · Ecuador    | 3.ª           | 2016          | 5     | 3     | —                | —                | —                     | —                     | 5     | 3     |
| Municipal Cañar · Ecuador    | Total club    | Total club    | 17    | 6     | 0                | 0                | 0                     | 0                     | 17    | 6     |
| San Francisco · Ecuador      | 3.ª           | 2016          | 14    | 1     | —                | —                | —                     | —                     | 14    | 1     |
| San Francisco · Ecuador      | Total club    | Total club    | 14    | 1     | 0                | 0                | 0                     | 0                     | 14    | 1     |
| Rocafuerte F. C. · Ecuador   | 3.ª           | 2017          | 28    | 9     | —                | —                | —                     | —                     | 28    | 9     |
| Rocafuerte F. C. · Ecuador   | Total club    | Total club    | 28    | 9     | 0                | 0                | 0                     | 0                     | 28    | 9     |
| Liga de Loja · Ecuador       | 2.ª           | 2018          | 39    | 1     | —                | —                | —                     | —                     | 39    | 1     |
| Liga de Loja · Ecuador       | Total club    | Total club    | 39    | 1     | 0                | 0                | 0                     | 0                     | 39    | 1     |
| Orense · Ecuador             | 2.ª           | 2019          | 34    | 1     | 4                | 0                | —                     | —                     | 38    | 1     |
| Orense · Ecuador             | 1.ª           | 2020          | 18    | 0     | —                | —                | —                     | —                     | 18    | 0     |
| Orense · Ecuador             | Total         | Total         | 52    | 1     | 4                | 0                | 0                     | 0                     | 56    | 1     |
| 9 de Octubre F. C. · Ecuador | 1.ª           | 2021          | 3     | 0     | —                | —                | —                     | —                     | 3     | 0     |
| 9 de Octubre F. C. · Ecuador | Total club    | Total club    | 3     | 0     | 0                | 0                | 0                     | 0                     | 3     | 0     |
| Libertad F. C. · Ecuador     | 3.ª           | 2021          | 12    | 2     | —                | —                | —                     | —                     | 12    | 2     |
| Libertad F. C. · Ecuador     | 2.ª           | 2022          | 32    | 2     | 2                | 0                | —                     | —                     | 34    | 2     |
| Libertad F. C. · Ecuador     | 1.ª           | 2023          | 28    | 0     | 0                | 0                | —                     | —                     | 28    | 0     |
| Libertad F. C. · Ecuador     | Total club    | Total club    | 72    | 4     | 2                | 0                | 0                     | 0                     | 74    | 4     |
| Aviced F. C. · Ecuador       | 3.ª           | 2024          | 18    | 3     | —                | —                | —                     | —                     | 18    | 3     |
| Aviced F. C. · Ecuador       | Total club    | Total club    | 18    | 3     | 0                | 0                | 0                     | 0                     | 18    | 3     |
| Total carrera                | Total carrera | Total carrera | 346   | 32    | 6                | 0                | 0                     | 0                     | 352   | 32    |
| 1.                           |               |               |       |       |                  |                  |                       |                       |       |       |

## Palmarés

### Campeonatos nacionales
| Título                       | Club           | Año  |
| ---------------------------- | -------------- | ---- |
| Serie B de Ecuador           | Orense S. C.   | 2019 |
| Segunda Categoría de Ecuador | Libertad F. C. | 2021 |